# Barbara Cochran
Barbara Ann Cochran (Claremont, 4 gennaio 1951) è un'ex sciatrice alpina statunitense, campionessa olimpica e iridata nello slalom speciale a Sapporo 1972.

## Biografia
Barbara Cochran proviene da una famiglia di grandi tradizioni nello sci alpino originaria di Richmond: il padre, Mickey, dopo aver allenato personalmente i quattro figli che sarebbero entrati nella nazionale statunitense - oltre a Barbara, Lindy, Marilyn e Bob -, nel 1974 sarebbe divenuto allenatore della stessa squadra nazionale. Anche la generazione successiva avrebbe fornito diversi elementi alla nazionale statunitense, come il figlio di Barbara, Ryan Cochran-Siegle, e i figli dei suoi fratelli: Roger Brown, Jimmy Cochran, Jessica Kelley, Tim Kelley e Robby Kelley.

### Carriera sciistica

#### Stagioni 1968-1970
Sciatrice polivalente con maggior propensione alle prove tecniche, in Coppa del Mondo la Cochran esordì il 15 marzo 1968 ad Aspen in discesa libera (22ª), ottenne il primo piazzamento a punti il 6 aprile seguente a Heavenly Valley in slalom speciale (6ª), il primo podio il 10 dicembre 1969 a Val-d'Isère in slalom gigante (2ª) e la prima vittoria il 18 gennaio 1970 a Maribor in slalom speciale.
Nel 1970 partecipò anche ai Mondiali di Val Gardena 1970, dove vinse la medaglia d'argento nello slalom speciale e si classificò 9ª nello slalom gigante e 4ª nella combinata; in quella stagione 1969-1970 in Coppa del Mondo colse otto podi e ottenne il suo miglior piazzamento sia nella classifica generale (5ª), sia in quelle di slalom gigante (4ª) e di slalom speciale (2ª a 10 punti dalla vincitrice, Ingrid Lafforgue).

#### Stagioni 1971-1974
Il 24 e 26 febbraio 1971 colse a Heavenly Valley le sue ultime vittorie in Coppa del Mondo, rispettivamente in slalom speciale e in slalom gigante. Agli XI Giochi olimpici invernali di Sapporo 1972, sua unica partecipazione olimpica, ebbe la francese Danièle Debernard come principale rivale nello slalom speciale: nella prima manche la statunitense superò la sua avversaria di tre centesimi di secondo, nella seconda la Debernard la sopravanzò di un centesimo, consentendo così alla Cochran di vincere la medaglia d'oro per due centesimi. A Sapporo fu inoltre 11ª nello slalom gigante.
In Coppa del Mondo salì per l'ultima volta sul podio il 9 gennaio 1974 a Les Gets in slalom speciale (2ª) e prese per l'ultima volta il via il 24 gennaio seguente a Badgastein nella medesima specialità (5ª); ai successivi Mondiali di Sankt Moritz 1974, sua ultima presenza iridata, si piazzò 6ª nello slalom gigante del 3 febbraio e si ritirò al termine di quella stessa stagione 1973-1974: la sua ultima gara fu lo slalom speciale delle World Series disputato ad Aspen il 15 marzo e chiuso dalla Cochran all'8º posto.

### Altre attività
Dopo il ritiro si laureò all'Università del Vermont, scrisse un libro sullo sci (Skiing for Women) e collaborò con il Washington Post.

## Palmarès

### Olimpiadi
- 1 medaglia, valida anche ai fini dei Mondiali:
  - 1 oro (slalom speciale a Sapporo 1972)

### Mondiali
- 1 medaglia, oltre a quella conquistata in sede olimpica:
  - 1 argento (slalom speciale[7] a Val Gardena 1970)

### Coppa del Mondo
- Miglior piazzamento in classifica generale: 5ª nel 1970
- 18 podi[8] (11 in slalom speciale, 7 in slalom gigante):
  - 3 vittorie (2 in slalom speciale, 1 in slalom gigante)
  - 9 secondi posti
  - 6 terzi posti

#### Coppa del Mondo - vittorie
| Data             | Località        | Paese       | Specialità |
| ---------------- | --------------- | ----------- | ---------- |
| 18 gennaio 1970  | Maribor         | Jugoslavia  | SL         |
| 24 febbraio 1971 | Heavenly Valley | Stati Uniti | SL         |
| 26 febbraio 1971 | Heavenly Valley | Stati Uniti | GS         |

Legenda:

GS = slalom gigante

SL = slalom speciale

### Campionati statunitensi
- 2 ori (slalom gigante nel 1969; slalom speciale nel 1971)[9]

### Campionati statunitensi juniores
- 1 oro (slalom gigante nel 1966)[1]

## Riconoscimenti
Nel 1979 fu una delle protagoniste della raccolta di figurine collezionabili Supersisters, che aveva l'obiettivo di proporre modelli femminili di successo in campo politico, sportivo, sociale e culturale.